# Nicolae Goldberger
Nicolae Goldberger (Someș-Odorhei, 1º maggio 1904 – Vienna, 19 settembre 1970) è stato un politico rumeno di origine ebraica, è stato funzionario dell'Internazionale Comunista.

## Biografia
Era un membro del Partito Comunista Rumeno nell'illegalità, essendo anche un membro dell'Ufficio politico negli anni 1930. Successivamente, è stato membro della direzione del CDE; istruttore del CC del PCdR per la Transilvania settentrionale durante la guerra. È stato liberato dal campo di prigionieri politici di Targu Jiu nel mese di agosto 1944, divenendo segretario del Comitato regionale per il Fronte Nazionale Democratico del Nord della Transilvania e poi istruttore del C.C. del P.C.R.
Nel 1945, Nicolae Goldberger divenne primo segretario regionale del PCR di Cluj, indirizzò il CC del PCR con un'informazione sui "legami negativi" con i comandi sovietici nelle città di Dej e Cluj::
Nicolae Goldberger, responsabile dell'Organizzazione politica MADOSZ, dal lato di Mosca, ha chiesto prima del colpo di stato del 6 marzo 1945, che la parte nordoccidentale della Transilvania, che era stata rilevata dal Dettato di Vienna la cui reintroduzione sotto l'amministrazione rumena fu negata da Stalin, venisse data all'Ucraina.
Dopo il 1944 ha importanti funzioni: Commissione responsabile per la propaganda e l'agitazione, Dipartimento di propaganda del PCR (1948-1952), capo del Dipartimento politico dell'Esercito (1948-1950); Rettore dell'Istituto di Scienze Sociali del CC del PMR (dal 1956); vice direttore dell'Istituto di Storia del PCR (1958-1970), ecc, e direttore per breve tempo del calzaturificio "Janos Herbák" Cluj.
Nicolae Goldberger faceva parte della delegazione rumena al VII Congresso dell'Internazionale comunista, con Boris Stefanov, Vanda Nicolski, Marcel Pauker, Mosè Dubinski e Manea Erlich.
Nel 1946 sposò Fanny. Negli anni 1950, sua moglie era a capo della Cancelleria CC.
Dall'incarico di Gheorghe Gheorghiu-Dej, il 22 novembre 1956 una delegazione rumena, composta da Valter Roman, Nicolae Goldberger e Iosif Ardelean, è arrivata a Budapest per tenere colloqui con Imre Nagy e gli altri partecipanti alla Rivoluzione ungherese del 1956 all'ambasciata jugoslava per persuaderli a venire in Romania, la quale era disposta a offrire loro asilo politico. In realtà, erano destinati ad essere rimossi dall'ambasciata e ad arrendersi ai sovietici. Il giorno dopo Nagy ei suoi cinque ministri arrivarono a Bucarest e furono accolti in una casa cospiratoria della Securitate vicino alla capitale. Dopo un breve tempo, i cinque ministri furono rilevati dal KGB e portati nell'URSS. Due di loro sono morti durante le brutali indagini a cui sono stati sottoposti e gli altri tre sono stati restituiti all'Ungheria nel mese di febbraio 1958, insieme a Imre Nagy, dove sono stati processati per "tradimento" e giustiziati.
Con decreto 204/1964, pubblicato sul Bollettino ufficiale n. 7 dell'8 giugno 1964 "Per lungo lavoro nel movimento operaio e meriti speciali nel lavoro di costruzione del socialismo, in occasione del 60º anniversario della nascita", Nicolae Goldberg è stato insignito dell'Ordine della Stella della Repubblica Popolare Rumena, la classe".